# Clear Lake (Iowa)
Clear Lake és una població dels Estats Units a l'estat d'Iowa. Segons el cens del 2000 tenia 8.161 habitants.

## Demografia
Segons el cens del 2000, Clear Lake tenia 8.161 habitants, 3.461 habitatges, i 2.239 famílies. La densitat de població era de 302,1 habitants per km².
Dels 3.461 habitatges en un 28,4% hi vivien nens de menys de 18 anys, en un 52,4% hi vivien parelles casades, en un 9,6% dones solteres, i en un 35,3% no eren unitats familiars. En el 31,1% dels habitatges hi vivien persones soles el 12,9% de les quals corresponia a persones de 65 anys o més que vivien soles. El nombre mitjà de persones vivint en cada habitatge era de 2,28 i el nombre mitjà de persones que vivien en cada família era de 2,86.
Per edats la població es repartia de la següent manera: un 23% tenia menys de 18 anys, un 7,6% entre 18 i 24, un 26,7% entre 25 i 44, un 25,1% de 45 a 60 i un 17,7% 65 anys o més.
L'edat mediana era de 41 anys. Per cada 100 dones de 18 o més anys hi havia 87,4 homes.
La renda mediana per habitatge era de 35.097 $ i la renda mediana per família de 45.589 $. Els homes tenien una renda mediana de 30.266 $ mentre que les dones 21.356 $. La renda per capita de la població era de 20.213 $. Entorn del 5% de les famílies i el 7,6% de la població estaven per davall del llindar de pobresa.

## Poblacions més properes
El següent diagrama mostra les poblacions més properes.